# Сражение при Май-Чоу
Сражение при Май-Чоу (ит. Battaglia di Mai Ceu) — последнее крупное сражение итало-эфиопской войны 1935-1936 годов. Провал контрнаступления регулярной эфиопской армии.
Сражение произошло недалеко от Май-Чоу, в нынешнем регионе Тыграй. В конце марта 1936 года император Хайле Селассие решился на последнее контрнаступление, направленное на оттеснение итальянских войск от Май-Чоу на юге Тыграя. Наступление было отложено на неделю до 31 марта, что дало итальянцам время подтянуть резервы и выкопать траншеи. Их ударная группировка насчитывала 40 000 человек.
На рассвете 31 марта, в 05:45, эфиопы начали атаки с фронта, наступая с большой решимостью волнами, но не смогли прорвать оборону итальянских войск, использовавших тяжёлую артиллерию. Затем Хайле Селассие приказал наступать на левый фланг противника на перевале Мекан, но эти атаки были отражены итальянцами при поддержке их военно-воздушных сил, массово применивших отравляющий газ. Последними атаковали левый фланг в течение трёх часов императорские гвардейцы, которые в некоторых местах почти прорвали позиции итальянцев. Итальянский командир боевого участка вызвал артогонь на свои позиции, захваченные эфиопами, и тем спас положение. К 16:00 стало очевидно, что императорская гвардия не сможет выполнить боевую задачу, и Хайле Селассие приказал снова атаковать по всему фронту. Эфиопские войска атаковали повсюду и везде были отброшены. Эфиопская армия после тринадцати часов сражения была вынуждена прекратить наступление.
На следующий день, 1 апреля, эфиопские войска возобновили атаки, но делали это без обычного рвения и к вечеру были отбиты. 2 апреля Хайле Селассие был вынужден отдать приказ об отступлении, и началось хаотичное бегство через равнину у озера Ашанги, где эфиопы подверглись сильной бомбардировке с воздуха. Итальянский обозреватель Томассели писал: «Волна за волной полностью заряженных бомб обрушивалась на их главную цель — эфиопские колонны, направлявшиеся к восточному побережью... Бомбы взрывались посреди очень плотных масс беглецов». Более того, на них нападали племена азебо, которых итальянцы подстрекали к восстанию.
После битвы эфиопская армия распалась при отступлении и была уничтожена итальянской авиацией в последующем сражении у озера Ашанги.